# Баньоли, Освальдо
Осва́льдо Баньоли (итал. Osvaldo Bagnoli; род. 3 июля 1935, Милан) — итальянский футболист, тренер, известен по работе в «Эллас Вероне», «Интернационале».
Чемпион Италии 1956—1957 (как игрок) и 1984—1985 (как тренер). Усовершенствовал тактическую схему катеначчо активно используя зональную защиту. В 2017 году вошёл в Зал славы итальянского футбола. С  20 января 2018 года — почётный президент «Эллас Вероны».

## Карьера
Родился 3 июля 1935 года в Милане, район Бовиза в семье выходца из Кремона Аристида Баньоли и уроженки Рима Виттории Спердути. Начал выступать в академии клуба «Аузония-1931».
В 1955 году перешёл в «Милан»; сумма трансфера составила 75 000 лир. В сезоне 1955/1956 он дебютировал за «россонери» в победном матче против «Триестины». 10 мая в матче против «Новары» забил первый гол в сезоне и составе клуба. Сезон 1956/1957 начал на позиции правого вингера, сыграв первые 5 матчей нового сезона. После поражения от клуба «Падова» его заменил Эрнесто Куккьярони. В последний игре чемпионата, Баньоли забил гол в ворота «Виченца». По итогам сезона «россонери» завоевали Скудетто и Кубок Италии.
В конце сезона Баньоли был продан клубу «Эллас Верона», которая по итогам сезона поднялась в Серию А. 8 сентября 1957 года он дебютировал за клуб против «Ювентуса». В матчах против «Сампдории» и «Аталанты» отличался забитыми голами. В следующие два сезона, Баньоли забил 24 гола в составе «мастифов». В 1960 году вернулся на сезон высший дивизион, подписав контракт с «Удинезе».
После окончания соглашения подписал контракт с клубом второго дивизиона «Катандзаро». 17 сентября 1961 года он отличился дебютным голом за «южных орлов». В 1964 году по личному приглашению тренера Серджо Червато стал игроком «СПАЛА» из города Феррары.
В 1967 году, 32-х летний полузащитник вернулся в «Удинезе» выступавший в Серии С. В конце сезона он попал в дорожную аварию, из-за полученных травм он планировал завершить карьеру. Однако, по приглашению Энрико Муцио он перешёл в Вербания, получив еще одну травму принял окончательное решение завершить профессиональную карьеру, в следующем сезоне он начал работать в тренерском штабе Франко Педрони.

## Тренерская карьера
После окончания тренерской карьеры вошёл в тренерский штаб Сольбьятезе по рекомендации спортивного директора Вербания. Позже Джузеппе Маркьоро переводит его в свой тренерский штаб, оставался на своём посту даже после увольнения Марькоро.
В 1975/1976 году занял место Бениамино Канчиана на посту главного тренера «Комо» не избежав вылета. Оставшись на своём посту, в следующем сезоне он занял шестое место. В 1977 году вынужденно возглавил «Римини» и спас клуб от вылета, позже он сам назвал этот результат «выдающимся».
После того как Баньоли сумел вывести «Чезену» в Серию А, президент «Эллас Вероны» Челестино Гвидотти убедил его возглавить «мастифов». В среде болельщиков его сравнивали с Джоном Ленноном. Вернувшись высший дивизион, «Эллас Верона» заняла четвёртое, затем шестое место и дважды выступала в финале Кубка Италии. Для борьбы в национальном чемпионате, руководство подписала Ханса-Петера Бригеля и Пребена Элькьера-Ларсена. В 1-м туре нового сезона соперником Вероны стал «Наполи», Бригель опекал Диего Марадону и забил ударом головой победный гол. После трёх туров команда Баньоли заняла первое место. Команда потерпело поражения в первом круге только от «Авеллино». 12 мая в гостевом матче против «Аталанты», «Эллас Верона» завоевала скудетто.

## Позиция

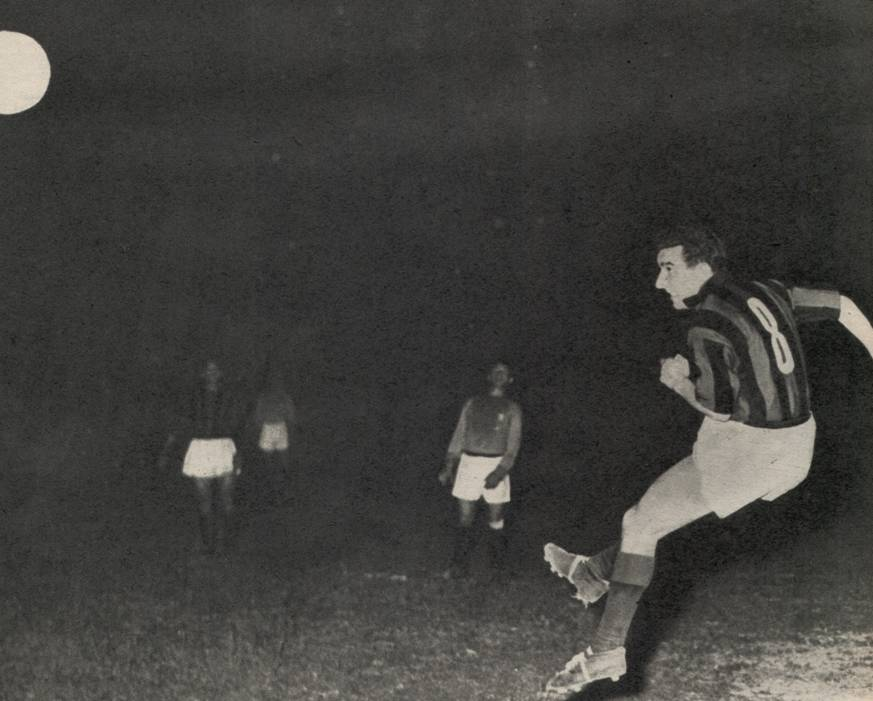
В составе итальянского Милана

В начале карьеры играл на позиции правого вингера, но бо́льшую часть карьеры выступал на позиции полузащитника или центрального защитника, во время выступления за Вербания использовался как либеро. Отличался сильным дальним ударом.

## Тренерский стиль
Баньоли ставил своим командам и особенно «Эллас Вероне» стиль катеначчо, полузащитники в тактической схеме должны были использовать агрессивный прессинг. Во время владения мячом, команда контролировала мяч используя контрактники и задействуя фланговых игроков. В этой схеме он использовал оборонительного полузащитника (или либеро) а также атакующего полузащитника.